# Jan Roos (schilder)

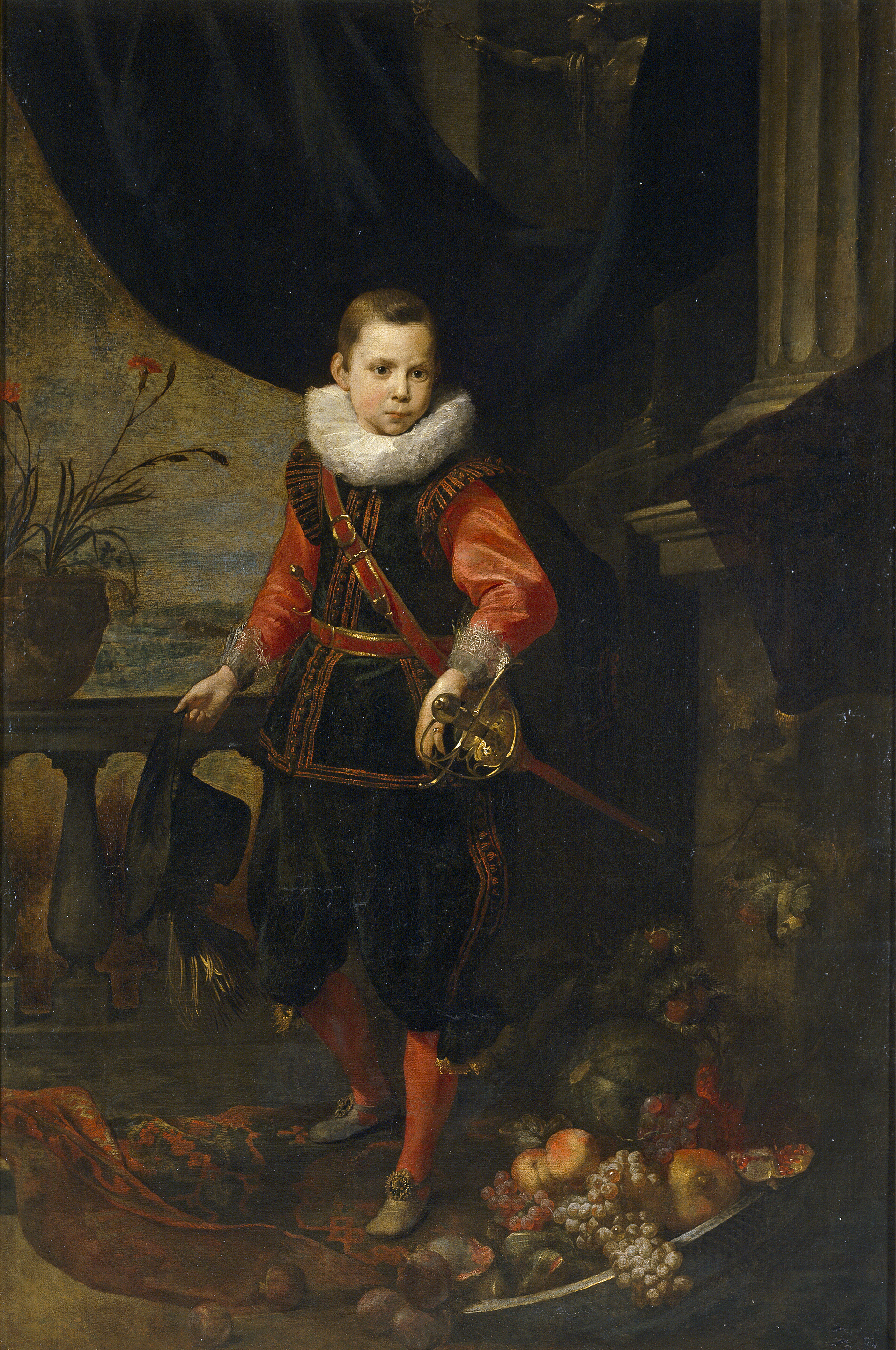
Portret van een jongen

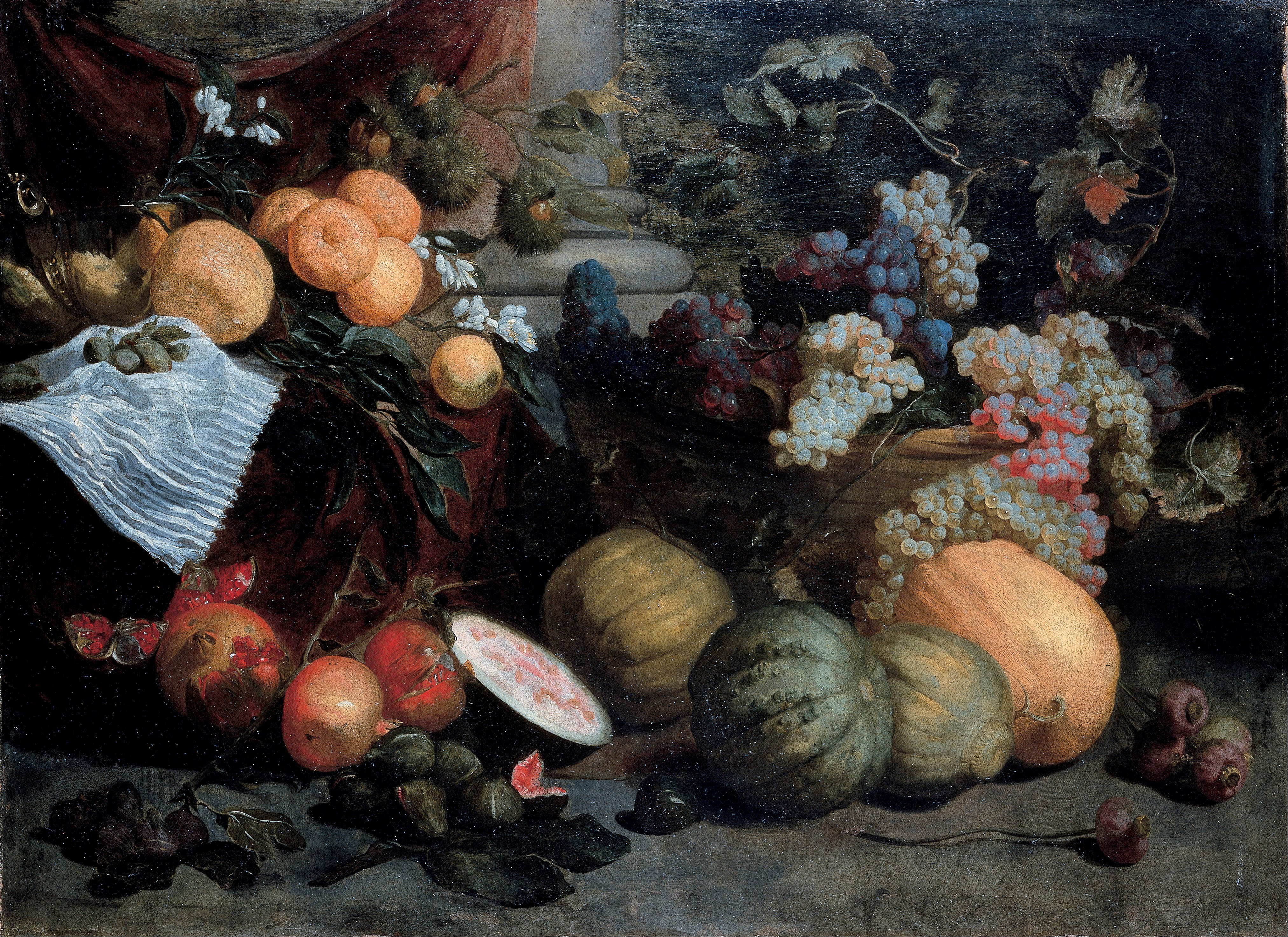
Stilleven met fruit en groenten

Jan Roos (Antwerpen, 1591 - Genua, 1638) was een Vlaamse kunstschilder die vooral werkzaam was in Italië, waar hij Giovanni Rosa genoemd werd.

## Biografie
Jan Roos, geboren in Antwerpen, was de zoon van een koopman. Hij volgde een schildersopleiding bij Jan de Wael.  In 1610 werd hij lid van het atelier van Frans Snijders, die onlangs was teruggekeerd uit Italië.  Bij Frans Snijders verkreeg hij een meesterschap in het schilderen van stillevens en dieren.  In 1614 ging Roos naar Genua en vervolgens naar Rome, waar hij bijna twee jaar verbleef. Met de bedoeling om terug te keren naar Antwerpen, reisde hij in 1616 via Genua.  Gezien de grote vraag naar zijn werk in Genua besloot hij om zijn reis niet voort te zetten en zo bleef hij in Genua voor de rest van zijn leven.
Hij huwde in Genua met Benedetta Castagneto.  Hij opende er een atelier dat het drukste in de Genuese Vlaamse kolonie werd.  Zijn schoonbroer Giacomo Legi, oorspronkelijk uit Luik werd een leerling in zijn atelier. Het is mogelijk dat Roos werd aangemoedigd om een carrière te zoeken in Italië in het kielzog van zijn eerste meester Jan de Waels twee zonen, Lucas (1591-1661) en Cornelis (1592-1667). Het wordt aangenomen dat Genua een aantrekkelijke bestemming was voor kunstenaars aangezien de concurrentie tussen kunstenaars er minder intens was dan in Rome, Florence of Venetië, terwijl er tegelijkertijd een zeer groot aantal potentiële klanten en verzamelaars leefden.

## Werken
Hij is vooral bekend omwille van zijn stillevens maar hij blonk ook uit in het schilderen van de menselijke figuur.  Naast zijn werk als zelfstandig schilder, werkte hij samen met andere kunstenaars, in het bijzonder met Anthony van Dyck.  Dit gebeurde gedurende de twee periodes dat van Dyck in Genua verbleef (1621 en 1625-1627 ). Sommigen zien het penseel van Roos in de stillevens die voorkomen in van Dycks Vertumnus en Pomona en De slapende Diana door Pan bespied. Zijn werk had een belangrijke invloed op de lokale schilders van de Genuese school.